# ジョーダン・クローネンウェス
ジョーダン・クローネンウェス（Jordan Cronenweth、1935年2月20日 - 1996年11月29日）はアメリカ合衆国カリフォルニア州ロサンゼルス出身の撮影監督。息子のジェフ・クローネンウェスも撮影監督である。

## 主な作品
- 風に向って走れ Cry for Me, Billy (1972)
- フロント・ページ The Front Page (1974)
- ローリング・サンダー Rolling Thunder (1977)
- アルタード・ステーツ/未知への挑戦 Altered States (1980)
- ブレードランナー Blade Runner (1982)
- 結婚しない族 Best Friends (1982)
- ストップ・メイキング・センス Stop Making Sense（1985）
- ペギー・スーの結婚 Peggy Sue Got Married (1986)
- 友よ、風に抱かれて Gardens of Stone (1987)
- U2/魂の叫び U2: Rattle and Hum (1988)
- ステート・オブ・グレース State of Grace (1990)
- 愛という名の疑惑 Final Analysis (1992)